# Wilhelm von Opel

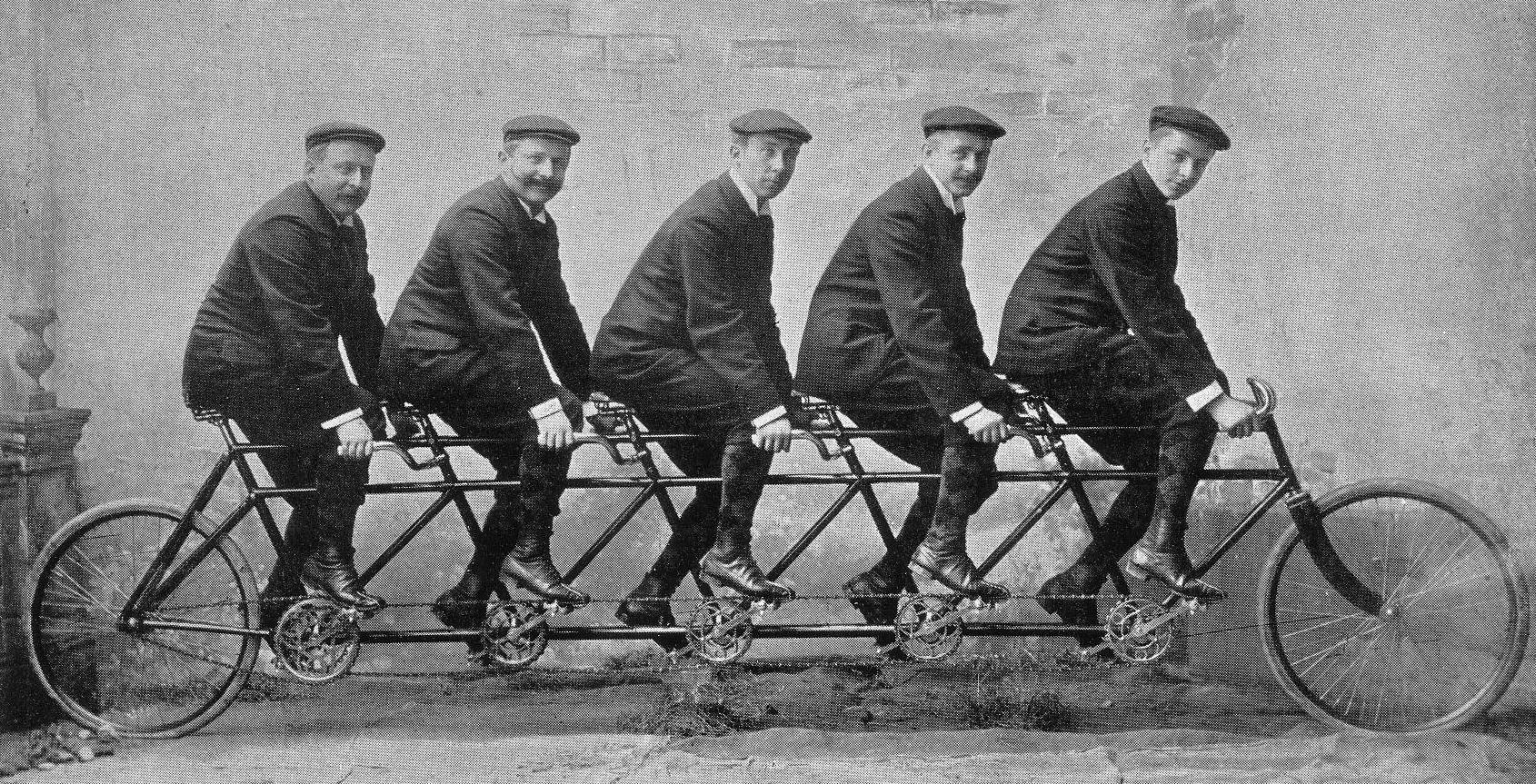
Die Opel-Brüder (von links nach rechts): Carl, Wilhelm, Heinrich, Fritz und Ludwig

Wilhelm Albert Opel (ab 1917 von Opel; * 15. Mai 1871 in Rüsselsheim; † 2. Mai 1948 in Wiesbaden) war ein deutscher Unternehmer aus der Familie Opel und Mitinhaber der Adam Opel KG (ab 1928 AG). In den 1920er Jahren führte er mit dem Opel „Laubfrosch“ in der deutschen Automobilindustrie die Fließbandfertigung ein.

## Leben
Seine Eltern sind Adam und Sophie Opel. Sein Vater gründete 1862 in Rüsselsheim eine Fabrik für Nähmaschinen, die später auch Fahrräder herstellte. Wilhelm von Opel studierte an der Technischen Hochschule Darmstadt Ingenieurwissenschaften und gründete den Akademischen Radfahrverein an der TH Darmstadt, aus dem 1893 das Corps Franconia hervorging, dessen Ehrenmitglied er wurde.
1897 heiratete Wilhelm Martha Bade, aus der Ehe gingen zwei Kinder, Fritz und Eleonore hervor. Nach dem Tod des Vaters 1895 übernahm er gemeinsam mit seiner Mutter und den vier Brüdern das Unternehmen. Drei Jahre später kaufte die Adam Opel KG die Anhaltische Motorwagenfabrik des Dessauer Hofschlossermeisters Friedrich Lutzmann und begann so 1898 mit der Automobilherstellung.
Wilhelm wurde gemeinsam mit seinem Bruder Heinrich am 13. März 1917 in Darmstadt vom letzten Großherzog Ernst Ludwig zum Geheimrat ernannt und gleichzeitig in den großherzoglich hessischen Adelsstand erhoben. Sein Bruder Carl wurde am 17. Januar 1918 in den Adelsstand erhoben und am 7. März zum Geheimrat ernannt. Der jüngste Bruder Ludwig fiel 1916 im Ersten Weltkrieg.
Im März 1929 verkaufte er zusammen mit seinem Bruder Friedrich für insgesamt 154 Millionen Reichsmark das in eine AG umgewandelte Rüsselsheimer Unternehmen an die US-Firma General Motors. Als Aufsichtsrat blieb er im Unternehmen bis 1945. 1933 wurde er Ehrenbürger der Stadt Wiesbaden.

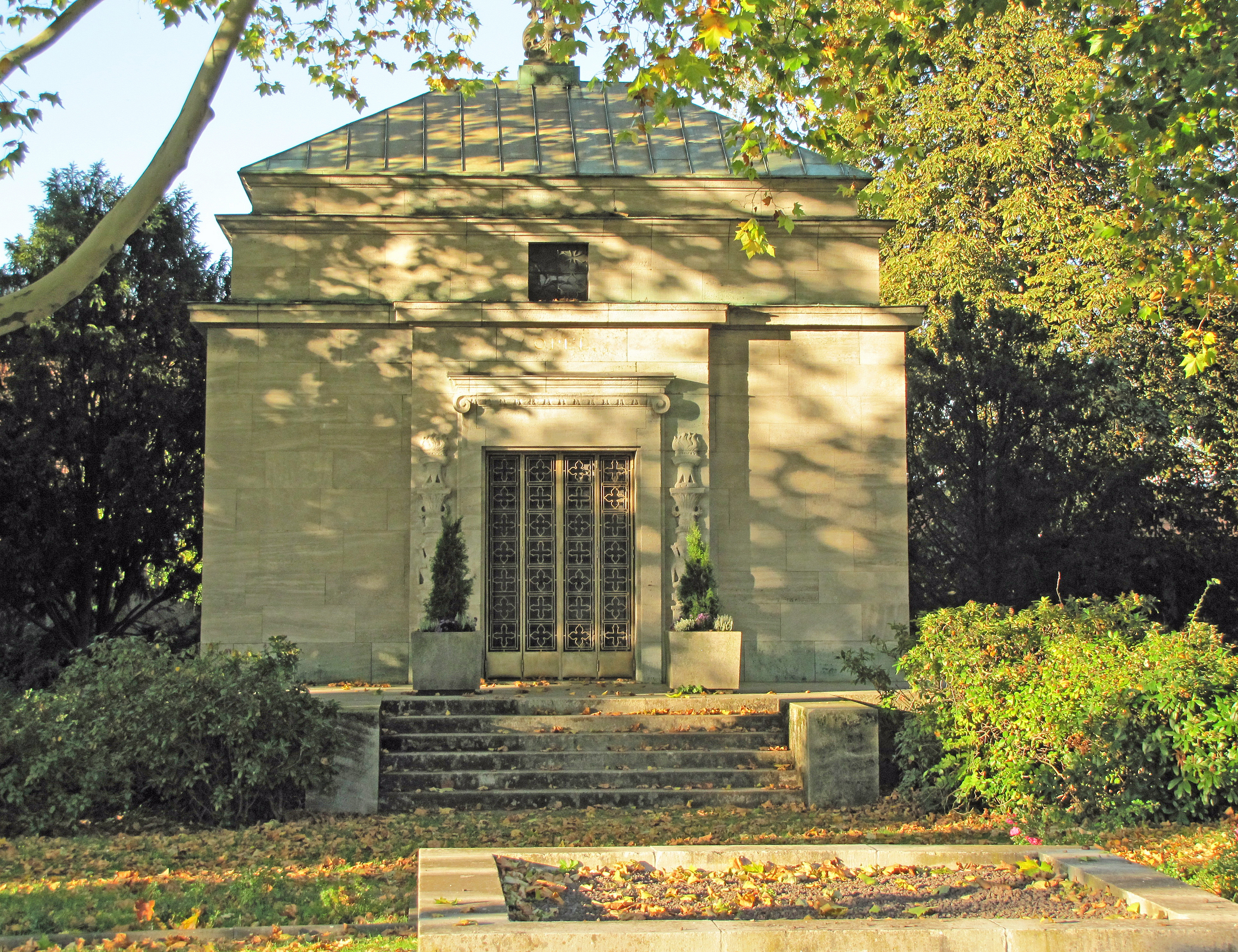
Opel-Mausoleum in Rüsselsheim am Main

Zum 1. Mai 1933 trat er in die NSDAP ein (Mitgliedsnummer 3.474.511) und war unter anderem Förderndes Mitglied der SS, Senator des Hauses der Deutschen Kunst in München sowie Mitglied der nationalsozialistischen Akademie für Deutsches Recht Hans Franks. Im Spruchkammerverfahren wurde Opel am 8. Januar 1947 als Mitläufer eingestuft und zur Zahlung von 2000 RM verurteilt.
Wilhelm von Opel ist bestattet im Opel-Mausoleum in Rüsselsheim am Main.